# ЛЗП-3
ЛЗП-3 (Лесозаготови́тельный пункт № 3) — посёлок в Анучинском районе Приморского края. Входит в состав Гражданского сельского поселения.

## География
Посёлок ЛЗП-3 стоит в долине реки Синегорка, левого притока Арсеньевки.
Дорога к посёлку ЛЗП-3 идёт через Чернышевку и Корниловку от автотрассы Осиновка — Рудная Пристань.
Расстояние до районного центра Анучино (через Чернышевку, Корниловку и Таёжку) около 62 км, до Арсеньева около 66 км.

## Население
| 2001 | 2002 | 2010 |
| ---- | ---- | ---- |
| 84   | ↘79  | ↘25  |

## Улицы
В посёлке имеются три улицы: Артёмовская, Лесная и Центральная.

## Экономика
- Сельскохозяйственные предприятия Анучинского района.
- Предприятия, занимающиеся заготовкой леса.